# Pesquisador independente
Um pesquisador independente designa:
- professores sem reconhecimento formal da aptidão e autorização para exercer a profissão de professor universitário, ou
- professores sem cátedra de ensino ou de pesquisa, e, portanto, sem remuneração por parte do governo, ou
- professores eméritos que continuam ativos na sua área, mas desvinculados de uma universidade.

Trata-se de “eruditos pela erudição”, pessoas que dispõem de um saber não institucionalizado/formalizado. Sua vantagem é a independência de qualquer camisa-de-força institucional, e a liberdade intelectual de estudar/aprofundar/teorizar o que eles querem. A desvantagem é que são economicamente dependentes de si mesmos: ou dispõem de riqueza para sobreviver e poder praticar a sua ciência, ou precisam de trabalhar numa área alheia ao seu interesse científico. Em ambos casos, a ciência torna-se um lazer.
Nos Estados Unidos, o fenômeno chama-se independent scholar; os independent scholars fundaram ali a National Coalition of Independent Scholars (“Associação nacional de eruditos independentes”).